# 圣奥尔本斯 (佛蒙特州)
圣奥尔本斯（St. Albans）位于美国佛蒙特州西北部，是富兰克林县的县治所在，面积5.3平方公里。根据2000年美国人口普查，共有7,650人，其中白人占95.87%、土著美国人占1.2%。